# Ernst Andres
Ernst Andres (19 de setembro de 1921 - 11 de fevereiro de 1945) foi um oficial alemão que serviu na  durante a Segunda Guerra Mundial. Foi condecorado com a Cruz de Cavaleiro da Cruz de Ferro.